# Patrycja Włodarczyk
Patrycja Włodarczyk (ur. 9 czerwca 1980 w Jaworznie) – polska lekkoatletka, specjalistka od długich i średnich dystansów.

## Kariera
Trzykrotna mistrzyni Polski (2001 – bieg na 3000 metrów z przeszkodami, 2003 – bieg na 3000 metrów z przeszkodami i bieg na 10 000 metrów); wicemistrzyni na 3000 metrów z przeszkodami w 2002 i brązowa medalistka w półmaratonie z 2010 i w maratonie w 2011. W swojej karierze reprezentowała następujące kluby: Victoria Racibórz, AZS-AWF Wrocław, AZS-AWF Katowice oraz JKLA Jawor Jaworzno.
Złota medalistka mistrzostw świata masters.

## Rekordy życiowe
| Konkurencja                        | Data i miejsce                | Wynik    |
| ---------------------------------- | ----------------------------- | -------- |
| bieg na 3000 metrów                | 25 sierpnia 2001, Bydgoszcz   | 9:29,34  |
| bieg na 5000 metrów                | 18 sierpnia 2001, Gdańsk      | 16:12,34 |
| bieg na 10 000 metrów              | 1 września 2001, Świecie      | 34:16,65 |
| półmaraton                         | 5 września 2010, Piła         | 1:15:58  |
| maraton                            | 1 października 2017, Katowice | 2:49:02  |
| bieg na 3000 metrów z przeszkodami | 12 czerwca 2003, Ostrawa      | 9:52,13  |